# 은산 금공리 산신도
은산 금공리 산신도는 충청남도 부여군 부여읍에 있다. 1998년 12월 30일 부여군의 향토문화유산 제24호로 지정되었다.

## 개요
은산면 금공리의 산신도는 여타의 산신도에 비하여 크기는 작지만 전형적인 조선시대 후기 산신도의 특징을 모두 갖춘 작품이다. 낙락장송의 기이한 소나무 아래 산신의 사자격인 호랑이를 비스듬히 기대고 앉아 있는 신령은 머리에 두건을 쓰고 백발이 성성한 귀인같은 신선풍의 얼굴이다. 소매가 길게 늘어진 남색의 도포를 입었고 허리에는 신단수 잎을 두른 띠가 보인다. 오른손에는 용의 형상을 한 지팡이를 들었고 또한 손은 호랑이를 머리 위에 살포시 포개 놓았다. 심산계곡에 자리한 자비스런 신령의 풍채는 전형적인 한국의 산신 그림으로 19세기 전반기에 유행하던 청양 장곡사 산신탱화(1869년) 比丘求植의 작품을 모델로 그려 낸 장곡사 산신탱화 계열임을 알 수 있다. 대체로 산신탱화는 초본 즉 밑그림을 바탕으로 그리는데 비하여 금곡리 산신도는 먹선으로 초를 잡은 다음 적·청·녹·백색을 사용하여 직접적인 화면 구성을 이룬 산신도이다.
초자연적인 영검을 지닌 산신도는 사원의 산신각 내의 탱화류와는 달리 바탕배경을 채색하지 않고 정갈하며 신령스런 느낌이 들 수 있도록 흰 공간을 두었다.
허리에 두른 나뭇잎은 단군 초상화나 여타의 산신도에서도 보이는데 이는 신단수 나뭇잎으로 성스런 상징을 나타낸다.금곡리 산신도는 지질, 채색, 구도 등에서 충청도 일원에 남아 있는 장곡사(1869년), 무량사(1932년) 등의 계열로 1800년 전후에 그려진 산신신앙 연구에 매우 귀중한 자료이다.
특히 산신당의 위치가 마을이 내려다 보이는 장소이며 마을의 수호신으로 부락공동체의 핵심을 이루는 매체이며, 은산 별신제의 건물을 재축성하여 완벽한 산신신앙 체계가 돋보이는 곳이다. 

## 같이 보기
- 영식필 산신도 장곡사본 - 충청남도 문화재자료 제422-2호